# Lluís Puelles Pàmies
Lluís Puelles Pàmies (Barcelona, 1877 - ?) fou un futbolista català de la dècada de 1900.

## Trajectòria
Va jugar a futbol a Marsella. Després jugà al FC Barcelona entre els anys 1900 i 1903, on compaginà les posicions de porter i defensa, i guanyà una Copa Macaya (1901-02) i una Copa Barcelona (1902-03).
També fou un destacat jugador de pilota basca.

## Palmarès
- Campionat de Catalunya de futbol:
  - 1901-02, 1902-03